# Liste der Einträge im National Register of Historic Places im Karnes County
Die Liste der Registered Historic Places im Karnes County führt alle Bauwerke und historischen Stätten im texanischen Karnes County auf, die in das National Register of Historic Places aufgenommen wurden.

## Aktuelle Einträge
| Lfd. Nr. | Name im NRHP                  | Bild | Datum der Eintragung | Adresse/Lage                     | Ort         | NRHP-ID  | Beschreibung                                                      |
| -------- | ----------------------------- | ---- | -------------------- | -------------------------------- | ----------- | -------- | ----------------------------------------------------------------- |
| 1        | John Ruckman House            |      | 19. Juni 1979        | 6 mi. N of Karnes City off TX 80 | Karnes City | 79002987 |                                                                   |
| 2        | Karnes County Courthouse      |      | 10. Juni 2010        | 101 Panna Maria Ave              | Karnes City | 10000499 |                                                                   |
| 3        | Panna Maria Historic District |      | 13. Mai 1976         | TX 81 / TX 123                   | Panna Maria | 76002043 | Gegründet 1854, älteste poln. Siedlung in den Vereinigten Staaten |